# Douglas Blubaugh
Douglas Morlan „Doug” Blubaugh (ur. 31 grudnia 1934 w Ponca City, zm. 16 maja 2011 w Tonkawa) – amerykański zapaśnik. Złoty medalista olimpijski z Rzymu.
Walczył w stylu wolnym, w kategorii półśredniej (do 73 kg). Zawody w 1960 były jego jedyną olimpiadą. Triumfator igrzysk panamerykańskich w 1959 roku.
16 maja 2011 zginął w wypadku drogowym.
Zawodnik Ponca City High School w Ponca City i Oklahoma State University–Stillwater. Trzy razy All-American w NCAA Division I (1955–1957). Pierwszy w 1957; drugi w 1956; trzeci w 1955 roku. 
Od 1971 roku trener Indiana University.

## Letnie Igrzyska Olimpijskie 1960
| Konkurencja      | Rundy eliminacyjne | Rundy eliminacyjne     | Rundy eliminacyjne | Rundy eliminacyjne   | Rundy eliminacyjne      | Rundy eliminacyjne      | Rundy eliminacyjne  | Klas. końcowa |
| Konkurencja      | Przeciwnik I       | Przeciwnik II          | Przeciwnik III     | Przeciwnik IV        | Przeciwnik V            | Przeciwnik VI           | Przeciwnik VII      | Miejsce       |
| ---------------- | ------------------ | ---------------------- | ------------------ | -------------------- | ----------------------- | ----------------------- | ------------------- | ------------- |
| 73 kg styl wolny | Kurt Boese (CAN) Z | Karl Bruggmann (SUI) Z | wolny los Z        | Åke Carlsson (SWE) Z | Emam Ali Habibi (IRI) Z | Muhammad Bashir (PAK) Z | İsmail Ogan (TUR) Z | 1.            |